# Burchard II d'Halberstadt
Burchard d'Halberstadt (Burchard II en tant qu'évêque ; également nommé Burckart, Bucco, ou Buko), né vers 1028 et mort le 11 avril 1088 à l'abbaye d'Ilsenburg, était un ecclésiastique saxon et un homme d'État sous le règne de l'empereur Henri IV. Il fut évêque de Halberstadt de 1059 jusqu'à sa mort.

## Biographie
Burchard est un descendant d'une famille noble, probablement d'origine souabe, qui s'était installée au village de Veltheim (aujourd'hui une partie de la commune d'Osterwieck) en Saxe. Par sa mére, il était le neveu des archevêques Annon II de Cologne et Werner de Magdebourg.
En 1057, Burchard devint prévôt de la collégiale Saint-Simon et Saint-Jude auprès du palais impérial de Goslar. Deux ans après, l'intervention de son oncle Annon, lui fit obtenir le diocèse de Halberstadt.
Comme il était tenu en haute estime par l'impératrice Agnès, régente au nom du jeune roi Henri IV, en 1062 un synode germano-italien tenu à Augsbourg décida de l'envoyer à Rome pour arbitrer un différend entre le pape légitimement élu Alexandre II et l'antipape Honorius II. Bien que la couronne allemande fût favorable à Honorius, Burchard jura de soutenir Hildebrand, le futur grand pape réformateur, et se rangea du côté d'Alexandre. En reconnaissance, celui-ci donna à Burchard le pallium qu'il souhaitait.
Au cœur de l'hiver 1067-1068, Burchard, en traversant des marécages gelés, envahit le pays slaves des Lutici révoltés au-delà du fleuve Elbe. Selon les chroniques, ses forces ont détruit le temple païen de Rethra sur la rive du lac de Tollense et l'évêque lui-même, pour décourager les infidèles, revint en Saxe monté sur le cheval noir sacré.
Dans son diocèse, Burchard fonda l'abbaye bénédictine d'Huysburg en 1070 ; l'année suivante, il consacra la cathédrale de Halberstadt reconstruite. Il a participé également à la cérémonie du roi Henri IV qui y accepta le serment de fidélité du comte saxon Otton de Nordheim, le duc de Bavière déchu.
Mais un peu plus tard, en 1073, l'évêque Burchard se rangea à côté d'Otton et des rebelles saxons qui s'opposaient à Henri IV. Le 13 juillet 1075, après la défaite à la bataille d'Hohenbourg sur l'Unstrut (près de Langensalza), il fut capturé et remis prisonnier à l'évêque Rupert de Bamberg. En 1076, il fut exilé en Hongrie, mais il s'enfuit et revint à Halberstadt. Pendant la querelle des Investitures suivante, Burchard prit le parti de tous les adversaires d'Henri IV, y compris les antirois Rodolphe de Rheinfelden et Hermann de Salm. Après une résolution en 1085, Henri chercha à faire déposer Burchard au synode de Mayence, mais il n'arriva à lui ôter son diocèse que peu de temps.
Finalement, en mars 1088, Burchard entra en litige avec le margrave Egbert II de Misnie, qui cherchait à se faire élire antiroi comme successeur de Rodolphe. Les troupes d'Egbert dévastaient les domaines de Halberstadt et l'évêque s'est rendu à Goslar pour obtenir de l'aide des nobles saxons. Au cours d'un accrochage, il fut grièvement blessé et il est décédé peu après au monastère d'Ilsenburg au pied des montagnes du Harz.
Burchard fut vénéré comme un grand ami des enfants. Au début du XXe siècle encore, les enfants de la région autour de Halberstadt continuaient à chanter des comptines en mémoire de cet exploit: 
Buko von Halberstadt,
Bring doch meinen Kinde wat.
– Wat  sall ik em denn bringen?
– Goldne Schoh mit Ringen.
Buko de Halberstadt,
Apportez donc quelque chose à mon enfant.
– Que dois-je lui apporter?
– Des chaussures d'or avec des boucles.

## Sources
- (en) James Westfall, Feudal Germany, Volume II, New York, Frederick Ungar Publishing|(1928)

- (en) Cet article est partiellement ou en totalité issu de l’article de Wikipédia en anglais intitulé « Burchard II (Bishop of Halberstadt) » (voir la liste des auteurs).